# Ponta Negra
Ponta Negra är en udde i Brasilien.   Den ligger i delstaten Rio Grande do Norte, i den östra delen av landet, 1 800 km nordost om huvudstaden Brasília.
Terrängen inåt land är platt. Havet är nära Ponta Negra österut. Trakten är tätbefolkad. Närmaste större samhälle är Natal, 12,3 km nordväst om Ponta Negra.
Omgivningarna runt Ponta Negra är en mosaik av jordbruksmark och naturlig växtlighet.